# Saison 4 de Nouvelle Star
 (octobre 2022).
Si vous disposez d'ouvrages ou d'articles de référence ou si vous connaissez des sites web de qualité traitant du thème abordé ici, merci de compléter l'article en donnant les références utiles à sa vérifiabilité et en les liant à la section « Notes et références ».
 (octobre 2022).
- Si vous ne connaissez pas le sujet, laissez ce bandeau (vous pouvez alors contacter les auteurs).
- Si vous supprimez le contenu mis en cause (vous pouvez préalablement contacter les auteurs),

argumentez précisément cette suppression dans la page de discussion
(un manque de référence n'est pas un argument ; une recherche réelle de référence doit avoir été effectuée, être formellement documentée).
La quatrième saison de Nouvelle Star, émission française de téléréalité musicale, a été diffusée sur M6 du 22 février 2006 au 8 juin 2006.
Elle a été remportée par Christophe Willem.

## Participants

### Présentation
- Benjamin Castaldi
- Virginie Efira (à partir du 24 mai)

### Jury
- André Manoukian
- Dove Attia
- Marianne James
- Manu Katché

### Candidats
- Vainqueur : Christophe Willem
- Finaliste : Miss Dominique[n° 1] (8 juin)
- Éliminés : Gaël Faure (31 mai), Cindy Santos (24 mai), Valérie Castan (17 mai), Florian Lesca (11 mai), Bruno Rua (3 mai), Stéphanie Lipstadt (26 avril), Beverly Sonego (19 avril), Joana Boumendil (12 avril), Célia Perez, Jean-Charles Chapuis, Sophie Claret, Vladimir Streiff (5 avril).

Les candidats éliminés aux portes des primes sont : Carole, Allan, Kallagnani, Axelle (candidate à la saison 6), Mathieu, Fodié, Florence et France.

## Primes

### Prime n°1 - 29 mars 2006
État de la compétition
- Qualifiés : Christophe • Dominique • Cindy • Florian • Bruno • Beverly • Célia • Jean-Charles • Sophie • Vladimir
- Éliminés : Gaël • Joana • Stéphanie • Valérie (réintégrés à la suite d'un bug informatique ayant faussé les votes des téléspectateurs)[2],[3]

### Prime n°2 - 5 avril 2006
État de la compétition
- Qualifiés : Christophe • Dominique • Gaël • Cindy • Valérie • Florian • Bruno • Stéphanie • Beverly (repêchée par le jury) • Joana
- Éliminés : Célia • Jean-Charles • Sophie • Vladimir

### Prime n°3 - 12 avril 2006: Années 1980
État de la compétition
- Qualifiés : Christophe • Dominique • Gaël • Cindy • Valérie • Florian • Bruno • Stéphanie • Beverly
- Éliminée : Joana[6],[7]

### Prime n°4 - 19 avril 2006: Pop rock
| Candidat   | Chanson                       | Interprète original | Vote du jury | Vote du jury | Vote du jury | Vote du jury |
| ---------- | ----------------------------- | ------------------- | ------------ | ------------ | ------------ | ------------ |
| Candidat   | Chanson                       | Interprète original | Katché       | Attia        | James        | Manoukian    |
| Florian    | Gabrielle                     | Johnny Hallyday     | ?            | ?            | ?            | ?            |
| Cindy      | Bohemian Rhapsody             | Queen               | ?            | ?            | ?            | ?            |
| Gaël       | Rock DJ                       | Robbie Williams     | ?            | ?            | ?            | ?            |
| Bruno      | Goodbye My Lover              | James Blunt         | ?            | ?            | ?            | ?            |
| Dominique  | We Don't Need Another Hero    | Tina Turner         | ?            | ?            | ?            | ?            |
| Valérie    | Contact                       | Kyo                 | ?            | ?            | ?            | ?            |
| Beverly    | Roxanne                       | The Police          | ?            | ?            | ?            | ?            |
| Christophe | Ça plane pour moi             | Plastic Bertrand    | ?            | ?            | ?            | ?            |
| Stéphanie  | Poupée de cire, poupée de son | France Gall         | ?            | ?            | ?            | ?            |

Chansons collectives
- Survivor, Eye of the Tiger : Les neuf candidats
- Régine, Les P'tits Papiers : Valérie • Beverly • Christophe
- Michel Polnareff, L'Amour avec toi : Cindy • Stéphanie • Florian
- Eddy Mitchell, Pas de boogie woogie : Dominique • Gaël • Bruno
- J'irai chanter : Les neuf candidats

État de la compétition
- Qualifiés : Christophe • Dominique • Gaël • Cindy • Valérie • Florian • Bruno • Stéphanie
- Éliminée : Beverly[8],[9]

### Prime n°5 - 26 avril 2006
État de la compétition
- Qualifiés : Christophe • Dominique • Gaël • Cindy • Valérie • Florian • Bruno
- Éliminée : Stéphanie[10],[11]

### Prime n°6 - 3 mai 2006: Big Band
| Candidat   | Chanson                         | Interprète original | Vote du jury | Vote du jury | Vote du jury | Vote du jury |
| ---------- | ------------------------------- | ------------------- | ------------ | ------------ | ------------ | ------------ |
| Candidat   | Chanson                         | Interprète original | Katché       | Attia        | James        | Manoukian    |
| Bruno      | Sex Bomb                        | Tom Jones           | ?            | ?            | ?            | ?            |
| Cindy      | Ne retiens pas tes larmes       | Amel Bent           | ?            | ?            | ?            | ?            |
| Valérie    | La vie ne m'apprend rien        | Daniel Balavoine    | ?            | ?            | ?            | ?            |
| Gaël       | Don't Let the Sun Go Down on Me | Elton John          | ?            | ?            | ?            | ?            |
| Dominique  | It's Raining Men                | The Weather Girls   | ?            | ?            | ?            | ?            |
| Florian    | Et maintenant                   | Gilbert Bécaud      | ?            | ?            | ?            | ?            |
| Christophe | New York, New York              | Frank Sinatra       | ?            | ?            | ?            | ?            |

Chansons collectives
- Earth, Wind and Fire, Boogie Wonderland : Les candidats
- Louis Prima, Just a Gigolo : Florian • Gaël • Steve Estatof
- Michel Polnareff, Lettre à France : Valérie • Bruno • Christophe • Amel Bent
- Michel Sardou, La Java de Broadway : Jonatan Cerrada et les candidats
- Ike and Tina Turner, Proud Mary : Dominique • Cindy • Myriam Abel
- J'irai chanter : Les candidats

État de la compétition
- Qualifiés : Christophe • Dominique • Gaël • Cindy • Valérie • Florian
- Éliminé : Bruno[12],[13]

Invités
- Steve Estatof
- Amel Bent interprète Mistral gagnant de Renaud
- Jonatan Cerrada
- Myriam Abel

### Prime n°7 - 11 mai 2006: Chansons d'amour
| Candidat   | Chanson                | Interprète original | Vote du jury | Vote du jury | Vote du jury | Vote du jury |
| ---------- | ---------------------- | ------------------- | ------------ | ------------ | ------------ | ------------ |
| Candidat   | Chanson                | Interprète original | Katché       | Attia        | James        | Manoukian    |
| Gaël       | Pretty Woman           | Roy Orbison         | ?            | ?            | ?            | ?            |
| Gaël       | Et un jour, une femme  | Florent Pagny       | ?            | ?            | ?            | ?            |
| Cindy      | Ziggy                  | Starmania           | ?            | ?            | ?            | ?            |
| Cindy      | Sorry                  | Madonna             | ?            | ?            | ?            | ?            |
| Valérie    | Rodéo                  | Zazie               | ?            | ?            | ?            | ?            |
| Valérie    | ?                      | ?                   | ?            | ?            | ?            | ?            |
| Florian    | Desire                 | U2                  | ?            | ?            | ?            | ?            |
| Florian    | Parle-moi              | Jean-Louis Aubert   | ?            | ?            | ?            | ?            |
| Dominique  | Hymne à l'amour        | Édith Piaf          | ?            | ?            | ?            | ?            |
| Dominique  | I'm Outta Love         | Anastacia           | ?            | ?            | ?            | ?            |
| Christophe | Goodbye Marylou        | Michel Polnareff    | ?            | ?            | ?            | ?            |
| Christophe | I Will Always Love You | Whitney Houston     | ?            | ?            | ?            | ?            |

Chansons collectives
- Diane Dufresne, J'ai rencontré l'homme de ma vie : Les candidats
- Julio Iglesias, Vous les femmes : Florian • Valérie
- Daniel Balavoine, Sauver l'amour : Les candidats
- Dirty Dancing, The Time of My Life : Gaël • Christophe
- Michel Delpech, Pour un flirt : Florian • Valérie
- Johnny Hallyday et Sylvie Vartan, J'ai un problème : Cindy • Gaël
- J'irai chanter : Les candidats

État de la compétition
- Qualifiés : Christophe • Dominique • Gaël • Cindy • Valérie
- Éliminé : Florian[14],[15]

### Prime n°8 - 17 mai 2006: Cinéma
État de la compétition
- Qualifiés : Christophe • Dominique • Gaël • Cindy
- Éliminée : Valérie

### Prime n°9 - 24 mai 2006: Quart de finale
| Candidat   | Chanson                                     | Interprète original | Vote du jury | Vote du jury | Vote du jury | Vote du jury |
| ---------- | ------------------------------------------- | ------------------- | ------------ | ------------ | ------------ | ------------ |
| Candidat   | Chanson                                     | Interprète original | Katché       | Attia        | James        | Manoukian    |
| Gaël       | Faith                                       | George Michael      | ?            | ?            | ?            | ?            |
| Gaël       | Caruso                                      | Lucio Dalla         | ?            | ?            | ?            | ?            |
| Cindy      | Survivor                                    | Destiny's Child     | ?            | ?            | ?            | ?            |
| Cindy      | Chanter pour ceux qui sont loin de chez eux | Michel Berger       | ?            | ?            | ?            | ?            |
| Dominique  | Ma révérence                                | Véronique Sanson    | ?            | ?            | ?            | ?            |
| Dominique  | I Got You                                   | James Brown         | ?            | ?            | ?            | ?            |
| Christophe | I Want You Back                             | The Jackson Five    | ?            | ?            | ?            | ?            |
| Christophe | Vivre pour le meilleur                      | Johnny Hallyday     | ?            | ?            | ?            | ?            |
| Christophe | Memory                                      | Barbara Streisand   | ?            | ?            | ?            | ?            |

Chansons collectives
- Gérard Blanc, Une autre histoire : Les quatre candidats
- Puisque vous partez en voyage : Dominique • Christophe
- The Pointer Sisters, I'm So Excited : Dominique • Cindy
- Michel Berger et France Gall, Ça balance pas mal à Paris : Gaël • Cindy
- J'irai chanter : Les quatre candidats

État de la compétition
- Qualifiés : Christophe • Dominique • Gaël
- Éliminée : Cindy[18],[19]

Invitée
- Myriam Abel interprète Baby Can I Hold You de Tracy Chapman

### Prime n°10 - 31 mai 2006: Demi-finale
| Candidat   | Chanson                       | Interprète original | Vote du jury | Vote du jury | Vote du jury | Vote du jury |
| ---------- | ----------------------------- | ------------------- | ------------ | ------------ | ------------ | ------------ |
| Candidat   | Chanson                       | Interprète original | Katché       | Attia        | James        | Manoukian    |
| Gaël       | Feel                          | Robbie Williams     | ?            | ?            | ?            | ?            |
| Gaël       | Je te promets                 | Johnny Hallyday     | ?            | ?            | ?            | ?            |
| Dominique  | What's Love Got to Do with It | Tina Turner         | ?            | ?            | ?            | ?            |
| Dominique  | Calling You                   | Bagdad Café         | ?            | ?            | ?            | ?            |
| Christophe | I'm Still Standing            | Elton John          | ?            | ?            | ?            | ?            |
| Christophe | Pour ne pas vivre seul        | Dalida              | ?            | ?            | ?            | ?            |

Chansons collectives
- Queen, We Are the Champions : Gaël • Christophe • Dominique
- Claude Nougaro, Le Jazz et la Java : Gaël • Christophe
- The Jackson Five, Can You Feel It : Christophe • Dominique
- Daniel Lévi, L'Envie d'aimer : Dominique • Gaël • Christophe
- Johnny Hallyday, L'Envie : Dominique • Gaël
- J'irai chanter : Gaël • Dominique • Christophe

État de la compétition
- Qualifiés : Christophe • Dominique
- Éliminé : Gaël

### Prime n°11 - 8 juin 2006: Finale
| Candidat   | Chanson                     | Interprète original | Vote du jury | Vote du jury | Vote du jury | Vote du jury |
| ---------- | --------------------------- | ------------------- | ------------ | ------------ | ------------ | ------------ |
| Candidat   | Chanson                     | Interprète original | Katché       | Attia        | James        | Manoukian    |
| Dominique  | All Night Long              | Lionel Ritchie      | ?            | ?            | ?            | ?            |
| Dominique  | La Quête                    | Jacques Brel        | ?            | ?            | ?            | ?            |
| Dominique  | Hero                        | Mariah Carey        | ?            | ?            | ?            | ?            |
| Christophe | Born to Be Alive            | Patrick Hernandez   | ?            | ?            | ?            | ?            |
| Christophe | La Chanson des vieux amants | Jacques Brel        | ?            | ?            | ?            | ?            |
| Christophe | Last Dance                  | Donna Summer        | ?            | ?            | ?            | ?            |

Chansons collectives
- Alain Chamfort, Le Temps qui court
- Sacha Distel et Brigitte Bardot, Le Soleil de ma vie : Dominique • Christophe
- Barbara Streisand et Donna Summer, Enough Is Enough : Dominique • Christophe
- J'irai chanter
- Charles Aznavour, Mes emmerdes : Dominique • Christophe

État de la compétition
- Vainqueur : Christophe
- Finaliste : Dominique

## Autour de l'émission
- Pour la première fois, après les prestations des candidats lors des primes, les membres du jury leur attribuent une couleur (bleu ou rouge) en fonction de leur avis.

- À la suite d'un bug informatique, les votes par SMS des téléspectateurs lors du premier prime en direct (29 mars 2006) ont été faussés et les éliminés (Gaël, Joana, Stéphanie, Valérie) ont été réintégrés. Tout l'argent amassé par les votes lors de ce prime a été intégralement reversé au Sidaction[2],[3].

- Les journalistes de la page télévision du journal Libération et le juré André Manoukian se livrent au cours de cette édition à un échange de message codés à l'antenne, compréhensibles seulement par les lecteurs du journal.

- Après avoir annoncé cette saison comme la dernière, les quatre membres du jury ont finalement accepté de participer à une nouvelle saison.

- À partir de l'émission du 24 mai 2006, Virginie Efira remplace Benjamin Castaldi à la présentation. Pour l'animateur, qui aurait pu finir la saison, il s'agirait d'une mesure « punitive » de la part de la chaîne[24], après qu'il a annoncé (le plus tard que l'y autorisait la loi) par huissier qu'il souhaitait changer de chaîne à la rentrée.